# Kyjský hřbitov
Kyjský hřbitov se nachází v Praze 9 v městské čtvrti Kyje v ulici Broumarská. Byl založen koncem 19. století jako náhrada za zrušený hřbitov u kostela svatého Bartoloměje.

## Popis
Hřbitov je rozdělen do tří částí; ve střední části u východní zdi se nachází márnice, v severní části se pohřbívá od 40. let 20. století, v jižní části je rozptylová loučka. Uprostřed centrální cesty je na podstavci kříž s Kristem. V severní části je pohřben ing. arch. Karel Kouba (1907 – 1989). Na hřbitově se dále nalézají 4 hroby sovětských vojáků padlých při osvobozování Prahy v květnu 1945. Přímo u hřbitova je umístěna zastávka MHD.